# Trastorno de ansiedad social
El trastorno de ansiedad social (TAS), también conocido como fobia social, es un trastorno de ansiedad caracterizado por un miedo persistente a una o más situaciones sociales por temor a que resulten embarazosas. Este temor puede ser desencadenado por el escrutinio (percibido o real) de otras personas. Es el trastorno de ansiedad más común y uno de los más comunes entre los trastornos psiquiátricos. Muchos de los síntomas más frecuentes del TAS se encuentran también en el trastorno de la personalidad por evitación y existe la posibilidad de que ambas sean conceptualizaciones alternativas de un mismo trastorno.
En la mayoría de los casos, los síntomas físicos del trastorno son: ruborización, sudoración excesiva, temblor, palpitaciones y náusea. Por otro lado, pueden presentarse respuestas conductuales a las situaciones temidas, como es el caso del habla acelerada, y otras estrategias de afrontamiento. También pueden ocurrir ataques de pánico. Algunas personas utilizan el alcohol y otras drogas para reducir sus temores e inhibiciones en eventos sociales. Por lo anterior, las personas con este trastorno pueden sufrir alcoholismo y otros tipos de abuso de sustancias. Las escalas como el Inventario de Fobia Social, el SPAI-B y la Escala de Ansiedad Social de Liebowitz pueden emplearse para evaluar la gravedad de la ansiedad.
La terapia cognitivo conductual es efectiva en el tratamiento de la enfermedad. También se pueden emplear fármacos para su tratamiento, como es el caso de antidepresivos: inhibidores selectivos de la recaptación de serotonina (ISRS), inhibidores de la recaptación de serotonina y noradrenalina (IRSN) e inhibidores de la monoamino oxidasa (IMAO). Otros medicamentos empleados son los beta bloqueadores y las benzodiazepinas.

## Definición y características
Se trata de un miedo intenso, persistente y crónico (grave para considerarse fobia) a ser juzgado, avergonzado, humillado o hacer el ridículo, que se pone de manifiesto en varios tipos de situaciones, entre las que destacan:
- Hablar en público, como intervenir en clase o realizar una exposición (glosofobia).
- Reuniones sociales en las que tendrá que relacionarse (fiestas, eventos, etc.).
- Encuentros inesperados con conocidos, familiares, amigos, etc.

Estos temores pueden ser desencadenados por medio del escrutinio de las acciones de los demás. El sentimiento de miedo es tan intenso, que en este tipo de situaciones la persona se pone nerviosa tan solo con pensar en ello (ansiedad anticipatoria), e intenta esforzarse para controlar o suprimir la ansiedad. Estas situaciones y otra serie de sucesos hacen que el que la padezca se sienta inseguro, acechado, incómodo, con sensaciones intensas y desagradables acerca de lo que pueden estar hablando, pensando o juzgando de él (cierta paranoia), y síntomas evidentes de ansiedad. Si bien el miedo a la interacción social puede ser reconocido por la persona como excesivo o irracional, su superación puede ser bastante difícil. Los síntomas físicos que acompañan a menudo el trastorno de ansiedad social incluyen rubor, sudoración profusa (hiperhidrosis), temblores, palpitaciones, náuseas, tartamudez, a menudo acompañada de un discurso acelerado. Pueden ocurrir ataques de pánico en virtud del intenso miedo y malestar. Un diagnóstico precoz puede ayudar a minimizar los síntomas y el desarrollo de problemas adicionales, como la depresión.
Las situaciones temidas pueden ser numerosas, y en este caso se trata del subtipo generalizado (fobia social generalizada) (ej. concurrir a fiestas o reuniones, conocer gente nueva, participar de pequeños grupos de trabajo, realizar conquistas amorosas, etc.) o únicas y específicas (fobia social específica), de subtipo discreto (ej. dar un discurso, actuar frente al público, ir al baño cuando hay personas en el ambiente contiguo, etc.).
Debido a la relevancia de este trastorno, es crucial la detección temprana. Actualmente están disponibles instrumentos de evaluación breves y sencillos que se pueden utilizar como medida de tamizado o cribado en adolescentes y adultos, como por ejemplo, el Inventario de Fobia Social (Social Phobia Inventory), el SPAI-B
 y la Escala de Ansiedad Social de Liebowitz (Liebowitz Social Anxiety Scale).

## Situaciones desencadenantes
En términos de prevalencia, en una muestra de 88 adultos con TAS las situaciones sociales ansiogénicas más prevalentes son:
- Hablar en público (99 %).
- Charla informal/reuniones (88 %).
- Acudir a fiestas (76 %).
- Mantener una conversación (64 %).
- Iniciar una conversación (60 %).
- Comer/beber en público (39 %).
- Escribir en público (31 %).
- Utilizar un lavabo público (8 %).[19]

## Inicio y desarrollo
Se suele desarrollar en la juventud, en la adolescencia. Su aparición es mucho más común de lo que se piensa popularmente, y no hay que considerar esta fobia como extraña. Aceptarlo abiertamente en público es el mejor modo de comenzar a superarlo, para poder intentar sentirse mejor comprendido y de ese modo, aminorar la angustia.
Los síntomas pueden presentarse al inicio de la adolescencia y pueden continuar durante toda la vida, lo que tiene graves consecuencias negativas en la vida social, laboral y afectiva. A menudo las personas cercanas suelen confundir erróneamente el TAS con la timidez, pero una persona que padezca TAS no tiene por qué ser necesariamente tímida.
Tanto en la timidez como en el trastorno de ansiedad social el sujeto experimenta miedo a ser juzgado socialmente de forma negativa, pero la diferencia entre ambos es la intensidad de este temor y la forma en que éste afecta su calidad de vida.
El TAS se considera el extremo patológico de la timidez, y como consecuencia el nivel de ansiedad es tan elevado que el sujeto intenta evitar la mayoría de las situaciones sociales de forma continuada. A nivel fisiológico los síntomas también son manifestaciones extremas de la timidez, tales como taquicardias y crisis de ansiedad al anticipar dichas situaciones. 
Además, mientras que en la timidez la incomodidad suele limitarse a situaciones específicas, en el trastorno de ansiedad social ese miedo suele encontrarse más generalizado.
Actualmente está creciendo exponencialmente el número de trabajos sobre inteligencia emocional en distintos ámbitos de la psicología clínica, y entre ellos, la relación entre inteligencia emocional y el trastorno de ansiedad social.

## Signos y síntomas
Quienes padecen de TAS experimentan un temor exagerado a ser objeto de juicios negativos por parte de otros. Es por ello que evitan de modo constante un gran número de actividades de orden social ya que cuando se exponen a las mismas sufren una gran tensión y síntomas ansiosos tales como:

### Síntomas físicos
- Rubor.
- Transpiración profusa, especialmente en las manos (hiperhidrosis).
- Temblores en manos o pies.
- Palpitaciones, taquicardias; dolor u opresión torácica.
- Dificultad para respirar (disnea), sensación de falta de aire.
- Molestias gastrointestinales: dolor abdominal, sensación de vacío en el estómago (epigastrio), dispepsia, descomposición intestinal.
- Tartamudez o "temblor" en la voz.
- Agarrotamiento y tensión muscular.
- Deseo urgente de orinar.
- Sensación de opresión en la cabeza o cefaleas, mareos, náuseas, sensación de fatiga, sequedad bucal.
- Sensación de frío (escalofríos) o calor.
- Confusión.
- Insomnio.[22][23][24]

### Síntomas cognitivos y emocionales
- Miedo a bloquearse mentalmente, tartamudear, tener sed, toser, etc.
- Temor a la evaluación negativa, la persona piensa que está siendo juzgada o criticada por los demás.
- Pensamientos negativos (ej. "voy a hacer el ridículo”, “quedaré bloqueado y no sabré que decir", "seguro que no les interesa mi opinión”, etc.).
- Sensación de irrealidad (desrealización o despersonalización).
- Sensación de que todos lo están observando y enjuiciando.
- Temor y creencia de ser visto como ansioso, débil, raro, loco o estúpido.
- Temor extremo a conocer gente nueva.
- Temor y creencia de no saber comportarse de un modo adecuado o competente.
- Evasión total de un evento social (aislamiento).
- Ansiedad intensa frente a un grupo de personas.
- Temor a manifestar síntomas de ansiedad.

### Conductas de seguridad
Desde el punto de vista comportamental, algunas personas anticipan y evitan las situaciones sociales temidas, mientras que otras personas las afrontan pero recurren a "conductas de seguridad", es decir, conductas con las que intentan protegerse de un modo u otro para atenuar o suprimir la ansiedad. Las conductas de seguridad atenúan la ansiedad a corto plazo, pero la refuerzan a medio y largo plazo. Las conductas de seguridad se relacionan en gran medida con los síntomas del TAS.
Algunas de las conductas de seguridad pueden ser:
| - Recurrir a otras personas para que hagan cosas por ellos. - Evitar mirar a los ojos o desviar la mirada. - Apartar la mirada si cree que alguien le va a preguntar algo. - Apoyar las manos en algún lugar por si tiemblan. - Meterse las manos en los bolsillos. - Prestar demasiada atención a la postura cuando habla con alguien. - Cruzarse de brazos. - Evitar ciertas personas, lugares o ambientes. - Evitar hablar con los demás; hablar poco o nada; hablar ininterrumpidamente para evitar silencios; hablar muy deprisa o muy despacio; hablar solo de un tema que se domina. - No saludar; ignorar a los demás; no participar. - Escapar y refugiarse en el cuarto de baño; mojarse la cara en el baño. - Lavarse las manos. - Ponerse la mano delante de la cara. - Tensar los músculos fuertemente para no temblar. - Apretar vasos y cubiertos al cogerlos. - No comer determinadas comidas por miedo a hacer el ridículo. - Beber mucha agua. - Dejar de escribir cuando alguien se acerca. - Ocultar la firma de documentos con la mano. - Pagar en efectivo para evitar pagar con tarjetas. - Preparar excusas para justificar comportamientos. | - Tomar alcohol, ansiolíticos. - Situarse de forma estratégica en reuniones (ej. sentado al final de la clase, en extremos o laterales o al lado de un objeto que impida ser visto). - Ensayar cuidadosamente lo que se va a decir al mismo tiempo que se está hablando. - Revisar y evaluar el discurso propio. - Tratar de imaginarse cómo "está quedando" ante el otro; visualizarse mentalmente a sí mismo. - Despistarse o distraerse pensando en otras cosas. - Broncearse o maquillarse para que no se note el rubor. - Usar ropas anchas y frescas para que no se note el sudor. - Caminar tenso, encorvado o agachando la cabeza. - Revisar a las personas que se encuentran alrededor cada cierto tiempo. - Estrujar las manos, jugar con ellas, agarrárselas, juntarlas. - Esconder las manos tras la espalda. - Manipular un objeto con la mano para descargar la ansiedad (ej. bolígrafo). - Tics y hábitos nerviosos variados: llevarse repetidamente la mano a una parte de la cara, mover partes de la cara, frotarse los ojos, tirarse del pelo, cruzar las piernas, pellizcarse, morderse las uñas, etc. - Caminar auto-observando y controlando cada paso que se da. - Dar la razón en todo, evitar discutir. - Evitar sonreír; mantenerse serio o distante. - Ser el primero o el último en llegar a cierto lugar (ej. una clase). |

## Etiología
El TAS como cualquier otra fobia es un mecanismo desarrollado para evitar situaciones potencialmente peligrosas para la supervivencia, pero en la sociedad moderna este mecanismo es un problema mayor que el propio peligro, pues incapacita a la persona el poder hacer una vida como desea. El exponerse a la situación temida puede provocar un ataque de ansiedad, y el miedo a sufrir ese ataque es el principal motivo por el que a la persona le cuesta enfrentarse a sus miedos. También la ansiedad suele ser un acompañante habitual de quien padece TAS. También se ha encontrado una relación entre estilos paternos (crítica, sobreprotección emocional, hostilidad; es decir, el constructo "emoción expresada") y el desarrollo o mantenimiento del TAS.Los modelos teóricos proponen que las conductas de seguridad como los sesgos cognitivos tienen un importante rol en el desarrollo y mantenimiento del TAS. Entre estos sesgos más estudiados están los sesgos atencionales  y los sesgos de interpretación.

## Abuso de sustancias
El 39,6% de las personas con TAS presentan abuso de sustancias.[cita requerida] Téngase en cuenta la importancia que este dato reviste, dado que gran parte de quienes la padecen son personas jóvenes, que presentan así un alto grado de vulnerabilidad a desarrollar una adicción. La intensa ansiedad y angustia en situaciones de desenvolvimiento social, resulta especialmente perturbadora en los jóvenes porque para ellos es de capital importancia la pertenencia a un grupo o el inicio de relaciones laborales y de pareja. Este abuso o dependencia de sustancias o alcohol, como una forma de automedicarse, disminuye los niveles de ansiedad de los pacientes gracias a la desinhibición que el alcohol produce. En un intento de aliviar sus síntomas, descubren y utilizan, una y otra vez, el efecto desinhibidor del alcohol (“voy a tomar algo fuerte para darme coraje”), ansiolíticos y otros tóxicos. Además, estudios realizados revelaron un promedio de 32% de TAS en poblaciones de alcohólicos, un porcentaje casi tres veces mayor que en la población general.[cita requerida]

## Diagnóstico
Para efectuar el diagnóstico del TAS, los especialistas se basan en los criterios diagnósticos del DSM-5 (APA, 2013), en el cual se le denomina trastorno de ansiedad social, y en el CIE-10, etiquetado como fobia social o fobias sociales.
En ambos sistemas de clasificación la definición del trastorno de ansiedad social es similar. El DSM destaca la ansiedad acusada y persistente en situaciones sociales o actuaciones en público por temor a que resulten embarazosas mientras que en el CIE-10 lo más característico es el miedo acentuado a ser el foco de atención o el miedo a comportarse de manera embarazosa o humillante que llevaría a la evitación.

### DSM-5
- A. Miedo o ansiedad acusada en respuesta a una o más situaciones sociales en las cuales la persona se ve expuesta al posible escrutinio por parte de los demás. Posibles ejemplos son interacciones sociales (por ej., mantener una conversación, encontrarse con personas desconocidas), ser observado (por ej., al comer o beber) y actuar delante de otros (por ej., dar una charla). Nota: En niños la ansiedad debe ocurrir en situaciones con compañeros de su edad, no solo en interacciones con adultos.
- B. La persona teme ser negativamente evaluada a partir de su actuación o de los síntomas de ansiedad que muestra, lo que implica humillación o vergüenza, rechazo por parte de otros u ofender a otros.
- C. Las situaciones sociales provocan casi siempre miedo o ansiedad. Nota: En niños, la ansiedad puede manifestarse como lloros, berrinches, quedarse paralizados, pegarse a alguien, encogimiento o no hablar en situaciones sociales.
- D. Las situaciones sociales son evitadas o se soportan con ansiedad o malestar intensos.
- E. El miedo o ansiedad es desproporcionada para la amenaza implicada por la situación social y para el contexto sociocultural.
- F. El miedo, ansiedad o evitación es persistente y dura típicamente 6 meses o más.
- G. El miedo, ansiedad o evitación causa un malestar clínicamente significativo o deterioro en la vida social o laboral o en otras áreas importantes de funcionamiento.
- H. El miedo, ansiedad o evitación no es atribuible a los efectos fisiológicos de una sustancia (por ej. drogas, fármacos) o a otra condición médica.
- I. El miedo, ansiedad o evitación no puede explicarse mejor por los síntomas de otro trastorno mental, tal como trastorno de pánico, trastorno dismórfico corporal o trastorno del espectro autista.
- J. Si otra condición médica (por ej., enfermedad de Parkinson, obesidad, desfiguración por quemaduras o heridas) está presente, el miedo, ansiedad o evitación está claramente no relacionado con ella o es excesiva.

- Especificar si: Solo actuación, si el miedo está restringido a hablar o actuar en público.
En el DSM-5 se elimina el término fobia social generalizada y es sustituido por "ansiedad de desempeño" o "ansiedad de solo actuación", por lo que la ansiedad debe manifestarse en la situación concreta en la que se presenta.

### CIE-10 (Fobia social)
Para ser diagnosticado deben cumplirse los criterios siguientes:
- A. O bien criterio 1 o 2:

1. marcada evitación de ser el centro de atención o situaciones en las que existe el temor de comportarse en una manera embarazosa o humillante.
2. estos temores se manifiestan en situaciones sociales, como comer o hablar en público; encontrando individuos conocidos en público; o entrar o soportar situaciones de grupos pequeños, como fiestas, reuniones y aulas.

- B. Al menos dos síntomas de ansiedad en la situación temida en algún momento desde el inicio del trastorno, como los definidos en el criterio B para agorafobia y además uno de los siguientes síntomas:

1. sonrojo.
2. miedo a vomitar.
3. urgencia o miedo a la micción o la defecación.

- C. Angustia emocional significativa debido a los síntomas o a la evitación.

- D. Reconocimiento de que los síntomas o la evitación son excesivos o irrazonables.

- E. Los síntomas están restringidos o predominan en la situación temida o cuando se piensa en ella.

- F. Criterios de exclusión más comúnmente utilizados: los criterios A y B no se deben a delirios, alucinaciones u otros síntomas de trastornos tales como trastornos mentales orgánicos, esquizofrenia y trastornos relacionados, trastornos afectivos o trastorno obsesivo-compulsivo, y no son secundarios a creencias culturales.

- Incluye: Antropofobia y Neurosis social.

## Comorbilidad
El TAS muestra un alto grado de concurrencia con otros trastornos psiquiátricos. De hecho, un estudio reveló que el 66% de los pacientes con TAS tenían uno o más trastornos de salud mental adicionales. Los pacientes con TAS a menudo tienen baja autoestima y, con mayor frecuencia, depresión clínica, tal vez debido a la falta de relaciones personales y largos períodos de aislamiento relacionados con la evitación social. La depresión clínica es 1,49 a 3,5 veces más probable en pacientes con TAS. Los trastornos de ansiedad también son muy comunes en pacientes con TAS, en particular el trastorno de ansiedad generalizada. El trastorno de la personalidad evitativa también está altamente correlacionado con el TAS, con tasas de comorbilidad que varían del 25% al 89%.
Para tratar de reducir su ansiedad y aliviar la depresión, las personas con fobia social pueden consumir alcohol u otras drogas, lo que puede conducir al abuso de sustancias. Se estima que una quinta parte de los pacientes con trastorno de ansiedad social también padecen dependencia del alcohol. Sin embargo, algunas investigaciones sugieren que el TAS no está relacionado con los problemas relacionados con el alcohol, o que incluso lo protege de su consumo. Aquellos que sufren tanto de alcoholismo como de trastorno de ansiedad social tienen más probabilidades de evitar tratamientos grupales y tener más recaídas en comparación con las personas que no tienen esta combinación.

## Prevalencia
Según la Encuesta de Comorbilidad Nacional de EE. UU. de 1994 el trastorno de ansiedad social es uno de los trastornos de ansiedad más comunes, y el tercer trastorno mental con mayor prevalencia (7%-13%) en los EE. UU. De acuerdo a los datos epidemiológicos del Instituto Nacional de Salud Mental se estima que 15 millones de adultos estadounidenses sufren de trastorno de ansiedad social, y puede ocurrir en cualquier momento pero más a menudo en la adolescencia, la adultez temprana, o incluso la primera infancia. 
Estadísticamente, en la población general, es más común en mujeres que en hombres, pero en la población clínica la prevalencia por género es similar o ligeramente mayor en varones, por lo que el rol social es un factor importante en la demanda de ayuda psicológica de los pacientes masculinos. La diferencia de prevalencia por géneros es mayor en adolescentes y adultos jóvenes.
La prevalencia estimada anual en otros países se sitúa en torno al 0,5-2,0 %; en Europa la prevalencia media es del 2,3 %. La prevalencia en adolescentes y niños es similar a la de los adultos. La prevalencia anual para los adultos mayores varía del 2 al 5 %. Con la edad disminuye la tasa de prevalencia.

## Tratamiento

### Psicoterapia
El TAS suele presentar una buena respuesta a la terapia cognitivo-conductual (TCC), en sus variantes individual y grupal. Es fundamental que los mismos sean llevados a cabo por personal altamente entrenado. En adolescentes, el tratamiento puede requerir la implicación de los padres en terapia si éstos exhiben altos niveles de emoción expresada
En parte de los casos está indicado incluir adicionalmente un tratamiento psicofarmacológico, ya que éste puede contribuir a lograr respuestas en casos resistentes a la TCC.

### Fármacos

#### Antidepresivos
En 1985, antes de la introducción de los ISRS, los antidepresivos inhibidores de la monoamina oxidasa (IMAO) fueron utilizados con frecuencia en el tratamiento de la ansiedad social. Su eficacia es comparable o, a veces superiores a los ISRS y benzodiacepinas. Sin embargo, debido a las restricciones dietéticas necesarias en el aminoácido tiramina, la alta toxicidad en caso de sobredosis, y las incompatibilidades con otros fármacos, su utilidad como tratamiento para el TAS es limitado. Algunos abogan por su uso continuado o para aquellos que no necesitan cumplir estrictamente una dieta especial. Un nuevo tipo de este medicamento, los inhibidores reversibles de la monoaminooxidasa subtipo A (RIMA), tales como la droga moclobemida, se unen reversiblemente a la MAO-A enzima, reduciendo en gran medida el riesgo de crisis hipertensiva con la ingesta de la tiramina dietética.
Los inhibidores selectivos de la recaptación de serotonina (ISRS) son los medicamentos de primera elección para tratar la fobia social generalizada. En comparación con anteriores fármacos, hay menos riesgo de tolerancia y dependencia asociado a los ISRS. Sin embargo, su eficacia en el tratamiento de los trastornos de ansiedad y un mayor riesgo de suicidio. Este tema ha sido muy debatido y sigue siendo objeto de una fuerte controversia. 
En septiembre de 2004, la FDA obligó a los fabricantes de fármacos antidepresivos al uso de advertencias de caja negra, que son las más estrictas a la hora de recetar.La FDA tras analizar más de 24 ensayos doble ciego de hasta 4 meses de duración, realizados sobre una población de 4400 pacientes menores de 25 años en tratamiento con ISRS, llegó a la conclusión de un aumento del riesgo de ideaciones suicidas e intentos de suicidio en el grupo que tomaba ISRS (4%) frente al frupo que tomaba placebo(2%).Debido a estos estudios la FDA advirtió:
"Los antidepresivos aumentan el riesgo de pensamientos y comportamientos suicidas (tendencias suicidas) en niños y adolescentes".
"El uso de un antidepresivo en un niño o adolescente para cualquier uso clínico debe equilibrar el riesgo de aumento de tendencias suicidas con la necesidad clínica".
En posteriores ensayos se ha puesto de manifiesto un aumento del riesgo de ideaciones suicidas e intentos de suicidio de nueva aparición en los grupos de pacientes menores de 25 años en tratamiento con ISRS. En el grupo de pacientes en tratamiento con ISRS mayores de 25 años este aumento del riesgo de suicidio es mucho menos claro.Sin embargo, estos ensayos han sido cuestionados por hacer seguimientos de periodos de tiempo muy corto y por excluir a la población con ideación o intentos de suicidio previo, que son los grupos de alto riesgo.
La revista Nature ha publicado un estudio (2022), llevado a cabo sobre la población sueca, donde ha estudiado la conducta suicida (intento de suicidio o muerte por suicidio) en pacientes en tratamiento con ISRS entre 6 y 59 años de edad.En el estudio se han hecho dos comparaciones:
a) Comparación de la tasa de conducta suicida durante un mes, inmediatamente antes de iniciar el tratamiento, con un periodo de un mes, un año antes de iniciar el tratamiento (teóricamente no enfermos). La tasa de conducta suicida fue superior en el mes antes de iniciar el tratamiento.
b) Comparación de la tasa de conducta suicida durante un mes, inmediatamente antes de iniciar el tratamiento, con un periodo de un mes después de iniciar el tratamiento. La tasa de conducta suicida fue inferior en el mes después de iniciar el tratamiento.
Los resultados fueron similares en todos los rangos de edad. Los mejores resultados se obtuvieron con Escitalopram. El estudio sugiere que el uso de ISRS en menores de 25 años no aumenta el riesgo de conductas suicidas. Por el contrario, el riesgo de conductas suicidas disminuye tras iniciar los tratamientos.
En distintos estudios clínicos randomizados doble ciego en personas con TAS, la administración de paroxetina mejora significativamente los síntomas. La fluoxetina en conjunción con la psicoterapia también se ha comprobado ser superior al placebo.
Los efectos secundarios son comunes durante las primeras semanas de tratamiento. Los síntomas pueden incluir dolores de cabeza, náuseas, insomnio y cambios en la libido. No ha sido establecida su seguridad durante el embarazo.
La venlafaxina ha demostrado una eficacia similar a los ISRS. En Japón, el milnacipran se utiliza en el tratamiento del Taijin kyofusho una variante japonesa del trastorno de ansiedad social.
El antidepresivo mirtazapina también ha demostrado ser eficaz en el tratamiento del trastorno de ansiedad social. Esto es especialmente importante debido a que no causa muchos de los efectos secundarios desagradables asociados con los ISRS (en particular la disfunción sexual). Otro antidepresivo atípico que ha tenido éxito es el bupropión.

#### Betabloqueantes
Los betabloqueantes controlan algunos de los síntomas somáticos de la ansiedad, como el temblor, la taquicardia y la sudoración. Uno de ellos, el propranolol, se suele utilizar para tratar cardiopatías y presión arterial alta. El médico puede prescribir un beta-bloqueador ante situaciones particularmente estresantes como dar un discurso (miedo escénico) o asistir a una reunión importante.

#### Ansiolíticos
Las benzodiacepinas, fármacos del grupo de los ansiolíticos, como el clonazepam son una alternativa a los ISRS. Estos medicamentos se utilizan a menudo para el alivio a corto plazo de la ansiedad severa que resulte incapacitante. A pesar de que las benzodiazepinas son aún prescritas para su uso diario a largo plazo en algunos países, existe en el ámbito sanitario preocupación por el desarrollo del efecto tolerancia a este tipo de fármacos, la dependencia y el uso indebido y abusivo. Se ha recomendado que las benzodiazepinas solo sean prescritas a personas que no responden a otros medicamentos.
Las benzodiacepinas aumentan la acción del GABA, el principal neurotransmisor inhibidor en el cerebro. Los efectos por lo general comienzan a aparecer en cuestión de minutos u horas. En la mayoría de los pacientes, la tolerancia se desarrolla rápidamente para los efectos sedantes de las benzodiacepinas, pero no para los efectos ansiolíticos. El uso a largo plazo de las benzodiazepinas puede producir dependencia física y la interrupción brusca de la droga debe ser evitada debido a la alta posibilidad de que produzcan síntomas de abstinencia (incluyendo temblor, insomnio, y en casos raros, convulsiones).
Las benzodiacepinas no se recomiendan como monoterapia para los pacientes que tienen depresión mayor, además del trastorno de ansiedad social y se deben evitar en pacientes con antecedentes de abuso de sustancias.